# Albert Ball
Albert Ball född 14 augusti 1896 i Nottingham, död 7 maj 1917 öster om Lens, var en engelsk militär (kapten) och flygaräss under första världskriget.
Ball växte upp i Nottingham där han fick sin grundläggande utbildning vid King's School i Grantham, Nottingham High School och Trent College. När första världskriget bröt ut 1914 sökte sig Ball till den brittiska armén. Han placerades först som fotsoldat i 7th (Robin Hood)bataljonen vid Nottinghamshire and Derbyshire-regementet. Samtidigt som han grundutbildades till soldat tog han privata flyglektioner vid flygfältet på Hendon medan regementet var kvar i England. 
Efter en kort tid sökte han förflyttning till Royal Flying Corps (RFC) vilket beviljades 1915. Han fick militär flygutbildning Norwich, för att fortsätta vid RFC Central Flying School där han fick sina militära flygvingar 26 januari 1916. Tre veckor senare förflyttades han till RFC 13 flygskvadronen i Frankrike där han fick flyga B.E.2c. Så fort han fick möjlighet valde han att flyga skvadronens ensitsiga Bristol Scout, som gav honom tillfälle att genomföra mer fria uppdrag på egen hand. Balls anfallsteknik och flygkunskap väckte uppmärksamhet hos hans högre befäl och för att dra nytta av den förflyttades han i maj 1916 till elfte skvadronen där han fick flyga F.E.2b och franska Nieuport 11. När hans skvadron slogs samman med RFC 60 i augusti 1916 skolades han i på den utvecklade Nieuport 17 som han under de kommande månaderna kom att vinna ett stort antal luftsegrar med. Han använde sig av taktiken att komma inflygande under sin fiende och med kulsprutan som var monterad på övervingen från nära håll skjuta en serie skott i fiendeflygplanets buk.
Han tilldelades Military Cross 27 juni 1916, och DSO. 
I oktober 1916 fick han resa hem till England på permission och en propagandaresa för RFC. Benämningen flygaräss som användes av Tyskland och Frankrike var inte införd av den brittiska militärledningen, men med sina 12 nedskjutna flygplan och ett luftskepp blev han den första brittiska pilot som blev allmänt känd.
Medan han var i England utsågs han till flight commander i den nyuppsatta 56:e skvadronen som var utrustade med den nya S.E.5. Ball som ansåg att flygplanet inte var färdigt för användning i strid fick tillstånd att fortsätta flyga Nieuport 17 för sin egen del när skvadronen förflyttades till Vert Galand Frankrike i april 1917. Hans S.E.5 som slutligen kom till skvadronen var kraftigt modifierad, bland annat var vindrutan sänkt för att minska luftmotståndet och öka farten, den fasta Vickerskulsprutan var ersatt med lös beväpning.
Mellan 26 april och 6 maj 1917 deltog han i 26 stridsflygningar över Frankrike. Han vann 11 luftsegrar mot fiendeflygplan och tvingade två flygplan att gå i marken okontrollerat samt en mängd fiendeflygplan att nödlanda.
På kvällen den 7 maj 1917 var elva flygplan från 56:e skvadronen ute på uppdrag när man stötte på en grupp fiendeflygplan från Jasta 11. På grund av skymningen var sikten dålig och både Lothar von Richthofen och Ball havererade med sina flygplan bakom tyskarnas linjer. Ball dödades vid nedslaget medan Richthofen överlevde och krediterades för nedskjutningen av Ball. I samma luftstrid deltog även Arthur Rhys Davids och Cecil Lewis. Bara fem av de brittiska flygplanen återvände till Vert Galand efter luftstriden. Förutom Ball dödades även Lt. Musters och Meintjes.
Hans bekräftade segrar är ett luftskepp, 27 flygplan på egen hand samt ett där han var delaktig, dessutom sex flygplan som tvingades gå i marken okontrollerat och nio fiendeflygplan som tvingades nödlanda.
Han tilldelades postumt Victoria Cross 8 juni 1917. Det finns i dag utställt på Sherwood Foresters Museum i Nottingham England.